# Хенвайлер
Хенвайлер (нем. Hennweiler) — община в Германии, в земле Рейнланд-Пфальц. 
Входит в состав района Бад-Кройцнах. Подчиняется управлению Кирн-Ланд.  Население составляет 1269 человек (на 31 декабря 2010 года). Занимает площадь 14,11 км².